# Чёрный ринопитек
Чёрный ринопитек (лат. Rhinopithecus bieti) — вид приматов из семейства мартышковых. Эндемики континентального Китая. Вид считается вымирающим из-за разрушения среды обитания. Они являются одними из наименее изученных приматов. Трудность исследований связана прежде всего с их полукочевым образом жизни, скрытностью и труднодоступностью ареала. Видовое латинское название дано в честь французского миссионера Феликса Бье (1838—1901).

## Описание
Чёрные ринопитеки — достаточно крупные обезьяны с густой шерстью. Шерсть чёрная на спине и конечностях, белая на нижней части тела. Шерсть на боках также белая, у взрослых самцов особенно длинная. Губы розовые, лицо бледное. На плечах шерсть жёлто-серая. Ноздри вздёрнуты вверх. Детёныши рождаются белыми, через несколько месяцев шерсть темнеет. Длина тела взрослого животного от 51 до 83 см, длина хвоста от 52 до 75 см. Вес самцов от 15 до 17 кг, вес самок от 9,2 до 12 кг.

## Распространение
Ареал этого вида ограничен горами Юньлин, примыкающими к гималайскому хребту. Только 17 групп этих животных с общим числом не более 1700 особей обитают на северо-западе провинции Юньнань и прилегающих районах префектуры Тибет. Территория каждой группы составляет от 20 до 135 км2.

## Поведение
О чёрных ринопитеках практически ничего не было известно до 1990-х годов. Они обитают в экстремальных для приматов условиях. Среда обитания горные хвойные и смешанные леса. Встречаются на высоте до 4700 метров над уровнем моря, что выше любых других приматов кроме человека.
Сбиваются в стаи в несколько десятков особей. Каждая стая состоит из семейных групп, включающих взрослого самца с гаремом самок и их потомства. Передвигаются быстро, за день покрывают большие расстояния в поисках лишайников и другой пищи.